# David Simbo
David Simbo (ur. 28 września 1989 we Freetown) – sierraleoński piłkarz występujący na pozycji obrońcy. Zawodnik klubu Krumkaczy.

## Kariera klubowa
Simbo karierę rozpoczynał w 2007 roku w zespole Mighty Blackpool. Następnie był zawodnikiem takich klubów jak: Raufoss IL, Sogndal Fotball, Motala AIF, Trelleborgs FF, Bodens BK, Sandvikens IF, Al-Hilal Omdurman i Najran SC. W 2016 przeszedł do Krumkaczy.

## Kariera reprezentacyjna
W reprezentacji Sierra Leone Simbo zadebiutował w 2010 roku.